# (642) Клара
(642) Клара (нем. Klara) — астероид главного пояса, который относится к спектральному классу S. Он был открыт 8 сентября 1907 года немецким астрономом Максом Вольфом в Гейдельбергской обсерватории и назван в честь домоправительницы Макса Вольфа.
Тиссеранов параметр относительно Юпитера — 3,170.